# Johann Heinrich Jugler
Johann Heinrich Jugler (* 21. September 1758 in Lüneburg; † 27. Mai 1812 ebenda) war deutscher Arzt.
Der Sohn des Rechtshistorikers Johann Friedrich Jugler war von seinem Vater bereits als Zehnjähriger für ein Studium an der Leipziger Universität vorgesehen und dort zum Wintersemester 1768 deponiert worden. Zwischen 1777 und 1779 ist er als Student in Leipzig nachweisbar, studierte aber auch in Göttingen  und  Berlin. Im April 1784 wurde Jugler als Kandidat der Medizin an der Universität Bützow immatrikuliert und daselbst wenig später zum Dr. med. promoviert.
Er wurde 1784 Arzt in Boizenburg an der Elbe, 1788 Physikus in Wittingen, dann in Gifhorn, 1795 Landphysikus zu Lüchow im hannoverschen Wendland und 1809 Arzt in Lüneburg.
In Polen gilt er auch als Ethnograf und Erforscher der Polabischen Sprache.
1800 wurde er zum korrespondierenden Mitglied der Göttinger Akademie der Wissenschaften gewählt.

## Schriften
- Bibliothecae Ophthalmicae Specimen Primum Eruditorum Examini. Reuss, Hamburg 1783. (Digitalisat)
- Vermischte Gedichte und Aufsätze. 1788. (Digitalisat)
- Hippocratus Peri Opsios. Helmstedt, Fleckeisen 1792. (Digitalisat)
- Leipzig und seine Universität vor hundert Jahren. Breitkopf und Härtel, Leipzig 1879. (Digitalisat)